# Charadrahyla tecuani
Espèce
Charadrahyla tecuani est une espèce d'amphibiens de la famille des Hylidae.

## Répartition
Cette espèce est endémique de l'État de Guerrero au Mexique. Elle se rencontre vers 1 552 m d'altitude dans la Sierra Madre del Sur.

## Étymologie
Cette espèce est nommée en référence au jaguar, tecuáni signifiant jaguar en Nahuatl.

## Publication originale
- Campbell, Blancas-Hernández, & Smith, 2009 : A new species of stream-breeding treefrog of the genus Charadrahyla (Hylidae) from the Sierra Madre del Sur of Guerrero, Mexico. Copeia, vol. 2009, no 2, p. 287-295.